# John McCook
John Thomas McCook (Ventura, California, 20 de junio de 1944) es un actor estadounidense, conocido por interpretar a Eric Forrester en la serie The Bold and the Beautiful.

## Biografía
El 8 de agosto de 1965 se casó con Marilynn McPherson, pero el matrimonio terminó en 1971.
El 9 de septiembre de 1972 John se casó con la actriz Juliet Prowse, la pareja tuvo un hijo Seth McCook nacido en agosto de 1972, pero la relación terminó el 5 de septiembre de 1979.
El 16 de febrero de 1980 se casó con la actriz Laurette Spang, la pareja tiene tres hijos: Jake Thomas McCook nacido en 1981, Rebecca Jeanne "Becky" McCook nacida en 1983 y Molly Jane McCook nacida en 1990.

## Carrera
El 23 de marzo de 1987 se unió al elenco principal de la telenovela The Bold and the Beautiful donde interpreta al empresario Eric Forrester, hasta ahora. 
En el 2013 apareció como invitado en la serie The Young and the Restless donde interpretó a Eric Forrester, anteriormente había aparecido por primera vez en la serie en 1976 y en 1978 donde dio vida a Lance Prentiss durante dos episodio entre noviembre y diciembre.

## Filmografía

### Series de televisión
| Año             | Título                     | Personaje      | Notas           |
| --------------- | -------------------------- | -------------- | --------------- |
| 1987 - presente | The Bold and the Beautiful | Eric Forrester | 2,193 episodios |
| 2013            | The Young and the Restless | Eric Forrester | 8 episodios     |

### Películas
| Año  | Título    | Personaje      | Notas                                                                 |
| ---- | --------- | -------------- | --------------------------------------------------------------------- |
| 1997 | Scorned 2 | Dr. Greenfield | junto a Tane McClure, Andrew Stevens, Myles O'Brien & Alexander Keith |

### Apariciones
| Año         | Programa              | Notas                                            |
| ----------- | --------------------- | ------------------------------------------------ |
| 2012        | The Talk              | episodio del 19 de marzo - invitado              |
| 2004        | Good Day Live         | episodio del 16 de agosto - presentador invitado |
| 2002        | Hollywood Squares     | episodio del 27 de marzo - invitado              |
| 1998        | Aloha Parade          | presentador                                      |
| 1979, 1980  | The Mike Douglas Show | invitado                                         |
| 1978 - 1979 | The Hollywood Squares | 4 episodios - invitado                           |

## Premios y nominaciones
| Año  | Categoría                                | Premio                  | Serie                      | Resultado |
| ---- | ---------------------------------------- | ----------------------- | -------------------------- | --------- |
| 2012 | Outstanding Lead Actor in a Drama Series | Daytime Emmy Award      | The Bold and the Beautiful | Nominado  |
| 2001 | Outstanding Lead Actor in a Drama Series | Daytime Emmy Award      | The Bold and the Beautiful | Nominado  |
| 1998 | Outstanding Supporting Actor             | Soap Opera Digest Award | The Bold and the Beautiful | Nominado  |
| 1994 | Outstanding Supporting Actor             | Soap Opera Digest Award | The Bold and the Beautiful | Nominado  |
| 1977 | Most Exciting New Actor                  | Soapy Award             | The Young and the Restless | Ganador   |